# Alfabeto licio
El alfabeto licio se utilizó para escribir el idioma licio de la región de Licia al sur de Asia Menor. Era una extensión del alfabeto griego, con media docena de letras adicionales para sonidos que no se encontraban en griego. Era muy similar a los alfabetos lidio y frigio.

## El alfabeto
El alfabeto licio contiene letras para 29 sonidos. Algunos sonidos están representados por más de un símbolo, que se considera una "letra". Hay seis letras vocales, una para cada una de las cuatro vocales orales de Lycian, y letras separadas para dos de las cuatro vocales nasales. Nueve de las letras licias no parecen derivar del alfabeto griego.

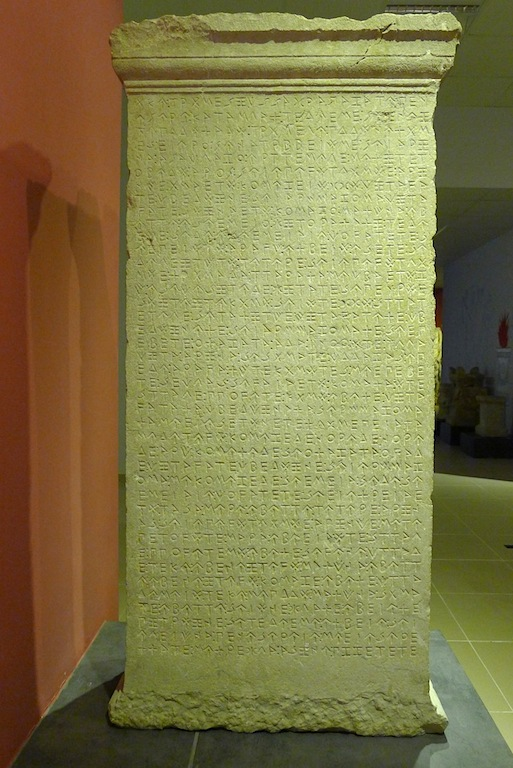
Estela trilingüe de Letoon, cara en licio.

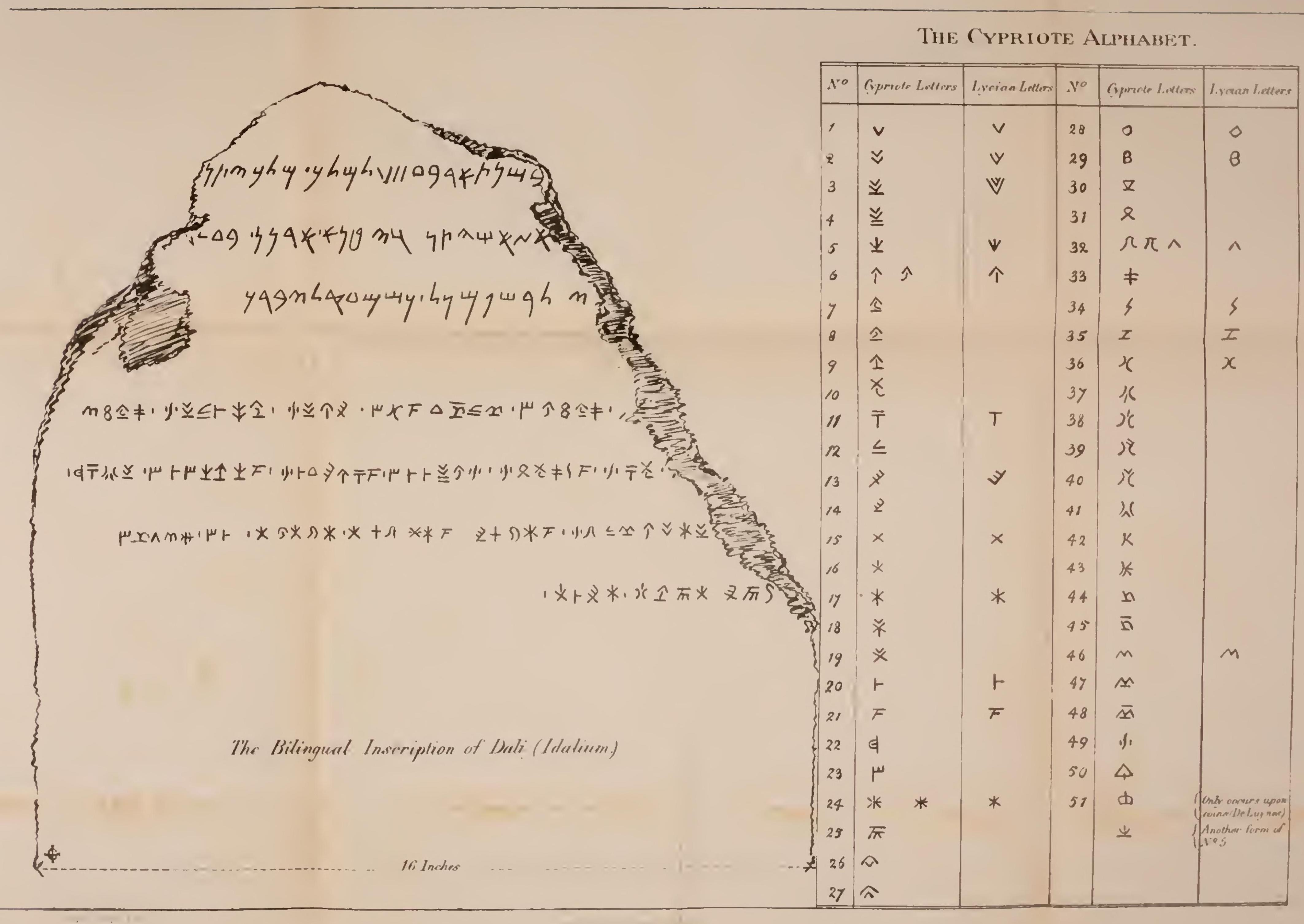
Calco del Bilingüe de Idalion chipriota-fenicio dibujado por su descifrador George Smith que compara el chipriota con letras licias

| Letra | Transliteración | IPA               | Notas                                                                                                 |
| ----- | --------------- | ----------------- | --- |
| 𐊀     | a               | [a]               | |
| 𐊂     | b               | [β]               | |
| 𐊄     | g               | [ɣ]               | |
| 𐊅     | d               | [ð]               | |
| 𐊆     | i               | [i], [ĩ]          | |
| 𐊇     | w               | [w]               | |
| 𐊈     | z               | [t͡s]              | |
| 𐊛     | h               | [h]               | |
| 𐊉     | θ               | [θ]               | |
| 𐊊     | j or y          | [j]               | |
| 𐊋     | k               | [kʲ]              | [ɡʲ] tras nasales                                                                                     |
| 𐊍     | l               | [l] and [l̩]~[əl]  | |
| 𐊎     | m               | [m]               | |
| 𐊏     | n               | [n]               | |
| 𐊒     | u               | [u], [ũ]          | |
| 𐊓     | p               | [p]               | [b] tras nasales                                                                                      |
| 𐊔     | κ               | [k]? [kʲ]? [h(e)] | |
| 𐊕     | r               | [r] and [r̩]~[ər]  | |
| 𐊖     | s               | [s]               | |
| 𐊗     | t               | [t]               | [d] tras nasales. ñt es [d] como en 𐊑𐊗𐊁𐊎𐊒𐊜𐊍𐊆𐊅𐊀 / Ñtemuχlida para el griego Δημοκλείδης / Dēmokleídēs. |
| 𐊁     | e               | [e]               | |
| 𐊙     | ã               | [ã]               | 𐊍𐊒𐊖𐊙𐊗𐊕𐊀 / Lusãtra para el griego Λύσανδρος / Lúsandros.                                               |
| 𐊚     | ẽ               | [ẽ]               | |
| 𐊐     | m̃               | [m̩], [əm], [m.]   | originalmente quizá [m] silábica, después [m] coda                                                    |
| 𐊑     | ñ               | [n̩], [ən], [n.]   | originalmente quizá [n] silábica, después [n] coda                                                    |
| 𐊘     | τ               | [tʷ]? [t͡ʃ]?       | |
| 𐊌     | q               | [k]               | [ɡ] tras nasales                                                                                      |
| 𐊃     | β               | [k]? [kʷ]?        | sonoro tras nasales                                                                                   |
| 𐊜     | χ               | [q]               | [ɢ] tras nasales                                                                                      |

## Unicode
El alfabeto licio se añadió al estándar Unicode en abril de 2008 con el lanzamiento de la versión 5.1. Está codificado en el plano 1 (plano multilingüe suplementario).
El bloque Unicode para Lycian es U+10280 – U+1029F:
| Lycian Official Unicode Consortium code chart (PDF)                           |   |   |   |   |   |   |   |   |   |   |   |   |   |   |   |   |
|                                                                               | 0 | 1 | 2 | 3 | 4 | 5 | 6 | 7 | 8 | 9 | A | B | C | D | E | F |
| U+1028x                                                                       | 𐊀 | 𐊁 | 𐊂 | 𐊃 | 𐊄 | 𐊅 | 𐊆 | 𐊇 | 𐊈 | 𐊉 | 𐊊 | 𐊋 | 𐊌 | 𐊍 | 𐊎 | 𐊏 |
| U+1029x                                                                       | 𐊐 | 𐊑 | 𐊒 | 𐊓 | 𐊔 | 𐊕 | 𐊖 | 𐊗 | 𐊘 | 𐊙 | 𐊚 | 𐊛 | 𐊜 |   |   |   |
| Notas 1. Desde la versión Unicode 13.0 2. Las áreas grises no están asignadas |   |   |   |   |   |   |   |   |   |   |   |   |   |   |   |   |